# MKAD

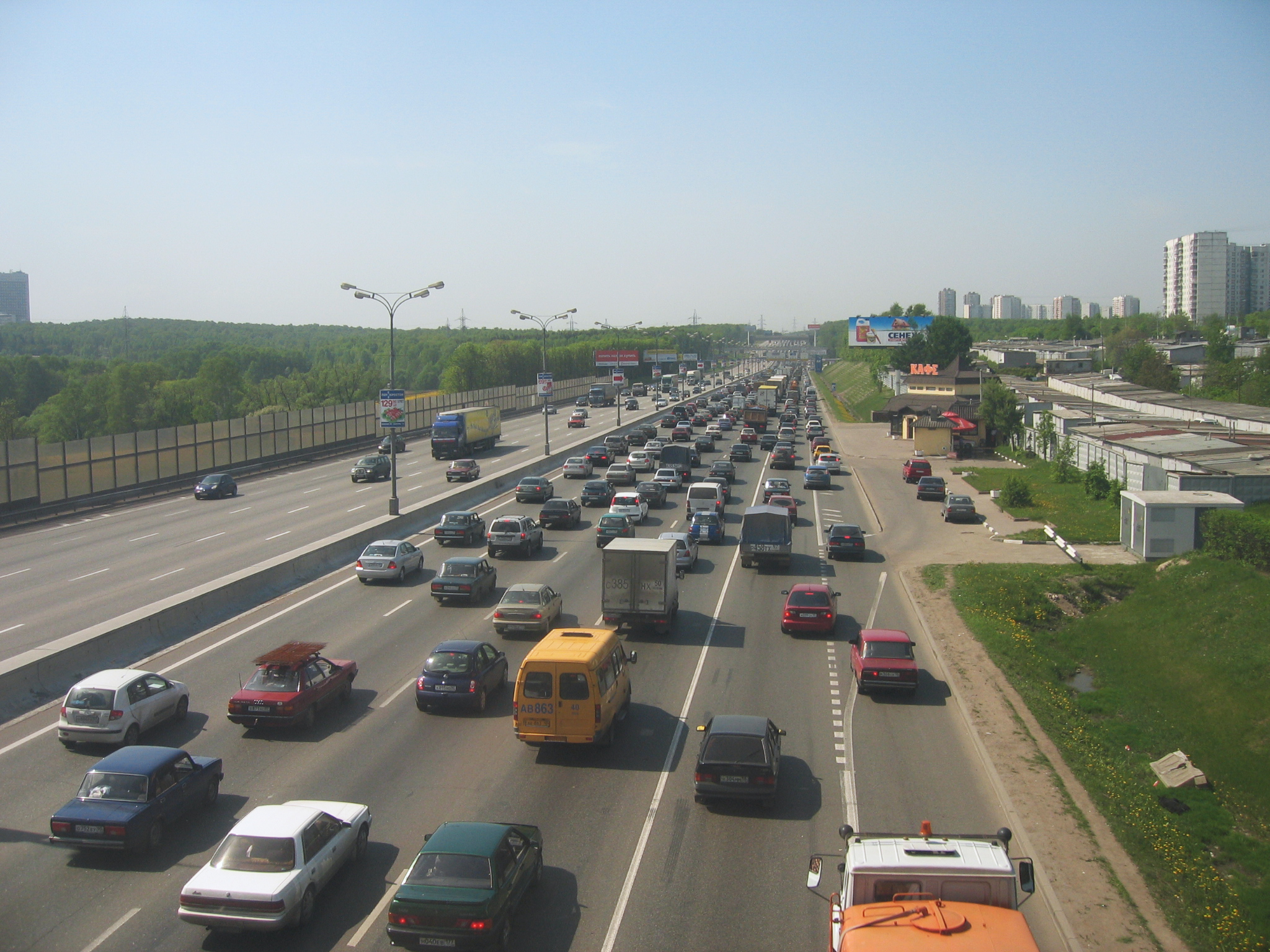
Ora di punta sulla MKAD

La MKAD (in cirillico: МКАД?), acronimo di Moskovskaja Kol'cevaja Avtomobil'naja Doroga (in russo Московская Кольцевая Автомобильная Дорога?; lett. "strada automobilistica anulare di Mosca") è una strada a scorrimento veloce che circonda la città di Mosca, in Russia.
La crescita del traffico veicolare dentro e intorno a Mosca negli anni cinquanta spinse gli architetti a progettare per la maggiore metropoli russa una cintura viaria per redirigere il traffico entrante dalle principali strade che attraversano Mosca. Aperta nel 1961, la MKAD ha quattro corsie asfaltate che si estendono per 108,9 km attorno al centro della città. Anche se non è un'autostrada, presenta svincoli verso le maggiori vie di comunicazione, pochi semafori e un limite di velocità di 100 km/h. Tra gli autisti, è conosciuta come "strada della morte" per via della poca illuminazione.
Per un lungo periodo la MKAD ha svolto la funzione di limite amministrativo della città di Mosca, fino a quando, nel 1980, la capitale russa ha annesso alcuni territori esterni alla cintura viaria. Nel dicembre del 2002 Bul'var Dmitrija Donskogo è divenuta la prima stazione della metropolitana di Mosca ad aprire oltre i limiti della MKAD.
Nel 1995—1997 la strada fu ampliata dalle iniziali quattro a dieci corsie e tutte le intersezioni furono spostate su livelli separati; furono costruiti ponti pedonali, rimossi i semafori ed inseriti solidi spartitraffico. Dal 2001 è vietato l'accesso alla MKAD a tutti i veicoli lenti e sorgono proposte per farla divenire autostrada.

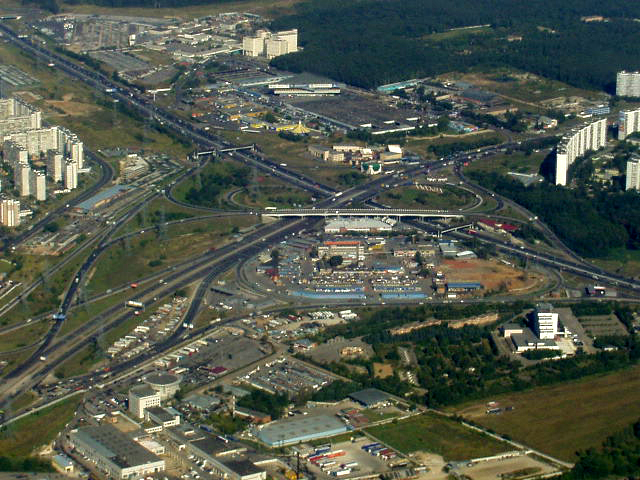
Principale svincolo della MKAD a sud di Mosca

### Russia
- EKAD
- Terza strada circolare
- Anello dei giardini
- Anello dei Boulevard

### Capitali europee
- Grande Raccordo Anulare di Roma
- M-30 e M-40 di Madrid
- Boulevard périphérique di Parigi
- Motorway M25 di Londra
- Bundesautobahn 10 di Berlino